# Albert zu Schleswig-Holstein-Sonderburg-Glücksburg
Albert Christian Adolf Karl Eugen zu Schleswig-Holstein-Sonderburg-Glücksburg (* 15. März 1863 in Kiel; † 23. April 1948 in Glücksburg) war ein preußischer Generalleutnant, Präsident des Deutschen Fliegerbundes und Mitglied des Hauses Schleswig-Holstein-Sonderburg-Glücksburg, einer Nebenlinie des Hauses Oldenburg.

## Leben

### Herkunft
Albert war der jüngste Sohn von Herzog Friedrich von Schleswig-Holstein-Sonderburg-Glücksburg (1814–1885) und dessen Ehefrau Adelheid Christine, geborene Prinzessin zu Schaumburg-Lippe (1821–1899), zweite Tochter des Fürsten Georg Wilhelm und der Prinzessin Ida Karoline Luise von Waldeck-Pyrmont. 
Alberts Onkel Christian von Schleswig-Holstein-Sonderburg-Glücksburg (1818–1906), ein jüngerer Bruder seines Vaters, bestieg 1863 als Christian IX. den dänischen Königsthron.

### Militärlaufbahn
Er schlug die Offizierslaufbahn in der Preußischen Armee ein und war vom 20. November 1903 bis zum 26. Januar 1909 Kommandeur des Garde-Kürassier-Regiments. Anschließend wurde er mit der Führung der 21. Kavallerie-Brigade in Frankfurt am Main beauftragt und kurz darauf zum Kommandeur dieser Brigade ernannt. Am 18. Februar 1913 erhielt er den Charakter als Generalleutnant à la suite der Armee. In einer Familienübereinkunft von 1904 wurden Alberts Nachfolgerechte in der Oldenburger Großherzogswürde im Falle des Aussterbens der regierenden großherzoglichen Linie anerkannt.

### Familie
Albert heiratete am 14. Oktober 1906 auf Meerholz in erster Ehe Gräfin Ortrud zu Ysenburg und Büdingen (1879–1918), Tochter des Grafen Karl von Ysenburg und Büdingen (1819–1900) und seiner Frau Gräfin Agnes von Ysenburg und Büdingen (1843–1912). Aus der Ehe gingen vier Kinder hervor:
- Marie Luise (1908–1969),
- Friedrich Wilhelm (1909–1940),
- Johann Georg (1911–1941),
- Friedrich Ferdinand (1913–1989).

Nach dem Tod von Ortrud heiratete er am 19. September 1920 in Büdingen in zweiter Ehe Hertha zu Ysenburg und Büdingen, Tochter von Bruno zu Ysenburg und Büdingen und Bertha zu Castell-Rüdenhausen. Aus der Ehe ging die Tochter Ortrud Bertha Adelheid Hedwig (1925–1980) hervor, die 1951 Ernst August IV. von Hannover (1914–1987), das Oberhaupt des Welfenhauses heiratete. Albert ist durch seine Tochter der Großvater Ernst Augusts V. von Hannover (* 1954).